# Pekalongan
Pour l’article homonyme, voir Kabupaten de Pekalongan.
Pekalongan est une ville d'Indonésie située sur la côte nord de l'île de Java, dans la province de Java central. Elle a le statut de kota.

## Culture
.

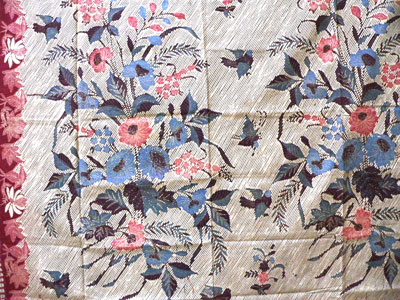
Motif de batik dit Buketan (du mot français "bouquet")

Pekalongan est connue en Indonésie pour son style de batik.

## Personnalité notable
- Maria Dermoût (1888-1962) écrivaine hollandaise